# Lieder die wie Wunden bluten
Lieder die Wie Wunden Bluten è un album discografico del gruppo musicale austriaco L'Âme Immortelle, pubblicato il 21 novembre 1997.
L'album è stato ristampato il 29 novembre 2007 in edizione rimasterizzata con un nuovo styling cibernetico presso il Mechanic Mind Studio di Vienna e due tracce inedite.

## Tracce

### Edizione originale
Testi e musiche di Thomas Reiner.
1. Licht tötet Schatten
2. Figure in the mirror
3. Winter of my soul
4. Into thy gentle embrace
5. Life will never be the same again
6. Flammenmeer
7. Crimson skies
8. The night is my skelter
9. Lieder die wie Wunden bluten (testo: Georg Trakl)
10. These mortal feelings
11. Die Zeit in der Freundschaft starb
12. Brother against brother
13. Die tote Kirche (testo: Georg Trakl)

### Edizione rimasterizzata
L'edizione rimasterizzata è stata pubblicata nel 2007 in occasione del decennale dall'uscita dell'omonimo album.
Testi e musiche di Thomas Reiner.
1. Licht tötet Schatten
2. Figure in the mirror
3. Winter of my soul
4. Into thy gentle embrace
5. Life will never be the same again
6. Flammenmeer
7. Crimson skies
8. The night is my skelter
9. Lieder die wie Wunden bluten (testo: Georg Trakl)
10. These mortal feelings
11. Die Zeit in der Freundschaft starb
12. Brother against brother
13. Die tote Kirche (testo: Georg Trakl)
14. Life will never be the same again – al pianoforte
15. Seelensturm – live Berlin 2004

## Formazione
- Sonja Kraushofer - voce
- Thomas Rainer - voce, musica
- Hannes Medwenitsch - synth